# Malé Výkleky
Malé Výkleky (deutsch Klein Wiklek) ist eine Gemeinde in Tschechien. Sie liegt sieben Kilometer südöstlich von Chlumec nad Cidlinou und gehört zum Okres Pardubice.

## Geographie

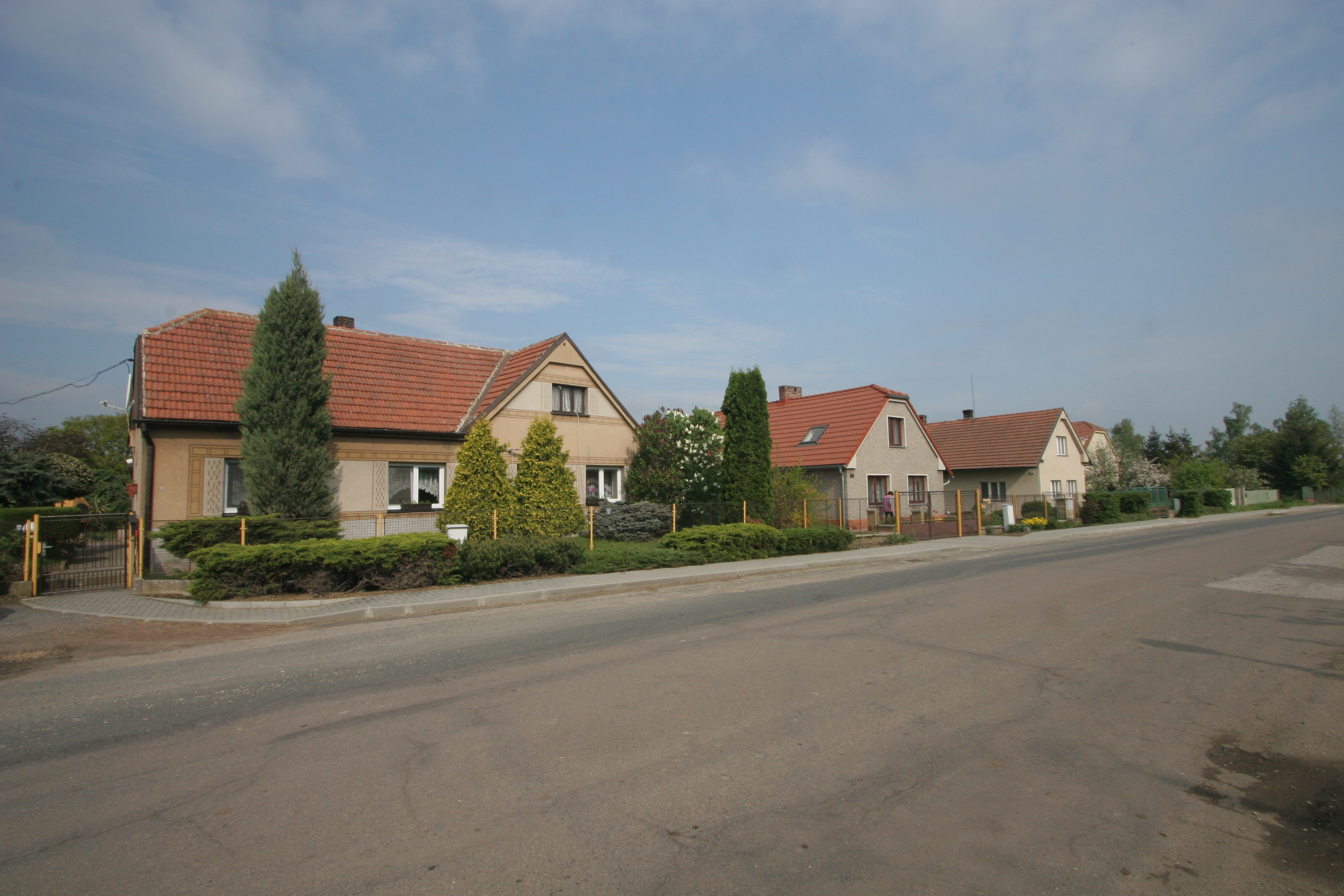
Dorfstraße

Malé Výkleky befindet sich auf der Dobřenická plošina (Dobrzenitzer Hochfläche) im Quellgrund des Baches Babidolský potok. Im Dorf liegen zahlreiche Teiche, darunter – am nördlichen Ortsrand – der Příkop und westlich des Ortes der Záhumeník. Südöstlich von Malé Výkleky entspringt der Bach Strašovský potok. Im Nordosten erheben sich der Kačerový kopec (271 m n.m.) und die Jitra (272 m n.m.), südlich die Sušina (259 m n.m.), im Westen der Tátrum (264 m n.m.) sowie nordwestlich die Kozí hora (258 m n.m.).
Nachbarorte sind Chýšť und Stará Voda im Norden, V Austrálii, Michnovka und Pravy im Nordosten, Na Obci und Voleč im Osten, Amerika und Žáravice im Südosten, Sopřeč, U Aničky und Vápno im Süden, Přepychy und Újezd u Přelouče im Südwesten, Štít und Klamoš im Westen sowie Kladruby, Skalka und Nové Město im Nordwesten.

## Geschichte
Die erste schriftliche Erwähnung des zur Herrschaft Hradišťko-Žiželice gehörigen Dorfes erfolgte 1521, als Wilhelm Kostka von Postupitz die Herrschaft zusammen mit der Herrschaft Chlumetz an Vojtěch von Pernstein verkaufte. Johann von Pernstein, der die Herrschaften 1533 erworben hatte, veräußerte sie an König Ferdinand I., der sie 1547 zu einer Kammerherrschaft Chlumetz vereinigte. König Matthias überschrieb 1611 die Kammerherrschaft Chlumetz für treue Dienste bei der Erlangung der Böhmischen Krone an Wenzel Graf Kinsky von Wchinitz und Tettau. Nachdem dieser 1620 in die Chlumetzer Pfarrkirche St. Ursula einfiel, um hussitische Gottesdienste zu unterbinden, brach in der Gegend ein Aufstand aus. Im Jahre 1775 kam es in der Herrschaft Chlumetz zu einem großen Bauernaufstand.
Im Jahre 1833 bestand das im Bidschower Kreis gelegene Dorf Klein-Wiklek aus 21 Häusern, in denen 154 Personen lebten. Im Ort gab es ein Wirtshaus. Pfarrort war Wapno. Bis zur Mitte des 19. Jahrhunderts blieb Klein-Wiklek der Fideikommissherrschaft Chlumetz untertänig.
Nach der Aufhebung der Patrimonialherrschaften bildete Malé Vykleky ab 1849 eine Gemeinde im Gerichtsbezirk Chlumetz. Ab 1868 bildete das Dorf einen Ortsteil der Gemeinde Vápno im Bezirk Neubydžow. 1869 hatte Malé Vykleky 180 Einwohner und bestand aus 29 Häusern. Im Jahre 1900 lebten in Malé Vykleky 238 Menschen, 1910 waren es 236. Malé Vykleky löste sich 1904 von Vápno los und bildete eine eigene Gemeinde. Der amtliche Ortsname wurde 1921 in Malé Výkleky geändert. 1930 hatte Malé Výkleky 198 Einwohner und bestand aus 47 Häusern. Nach dem Zweiten Weltkrieg wurde der Großgrundbesitz der Grafen Kinsky enteignet. Im Jahre 1949 wurde die Gemeinde dem Okres Přelouč zugeordnet, seit 1960 gehört Malé Výkleky zum Okres Pardubice. Zwischen 1961 und 1990 war Malé Výkleky nach Chýšť eingemeindet. Beim Zensus von 2001 lebten in den 46 Häusern der Gemeinde 138 Personen.

## Sehenswürdigkeiten

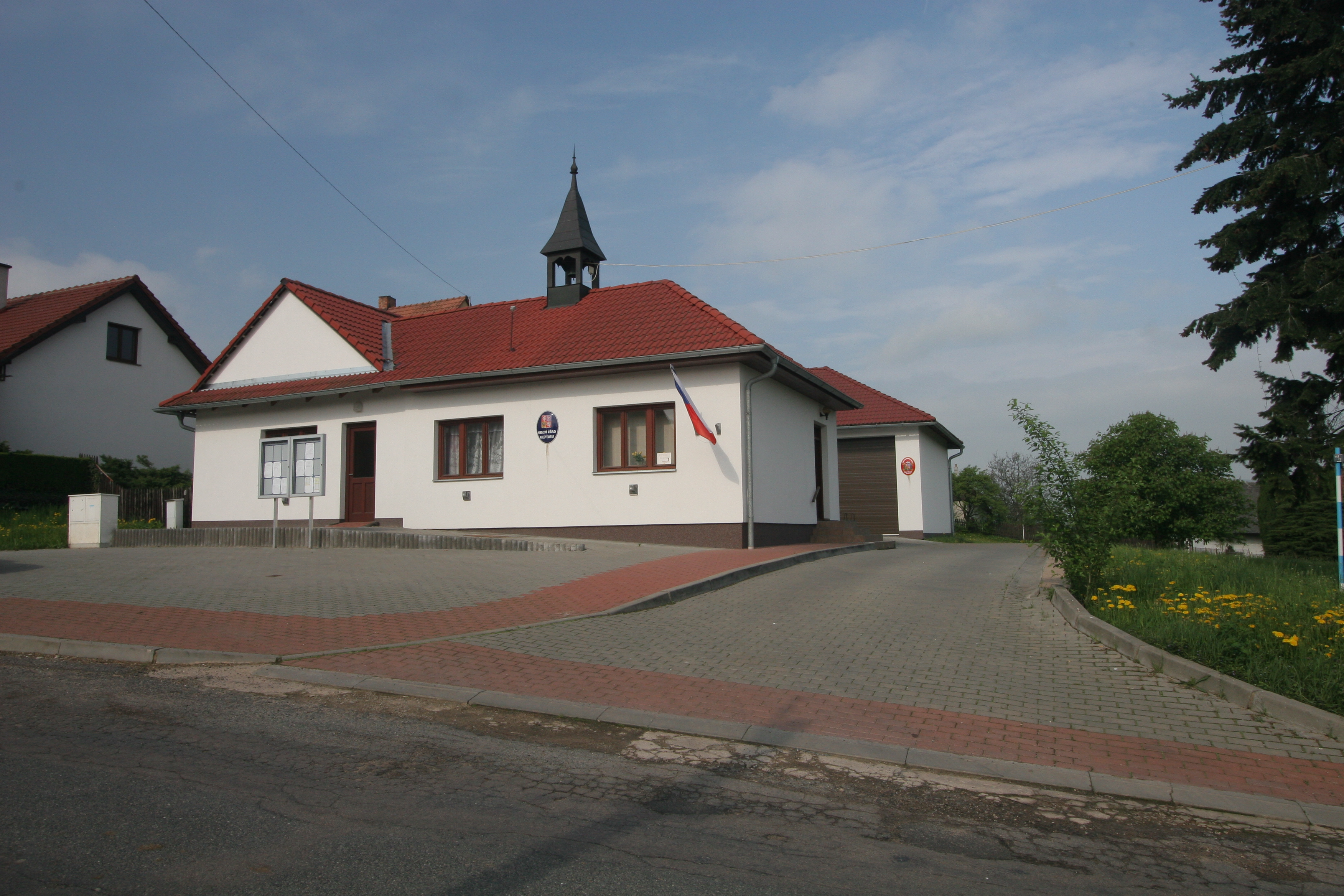
Gemeindeamt

- Steinernes Kreuz im Ortszentrum